# Alec Brader

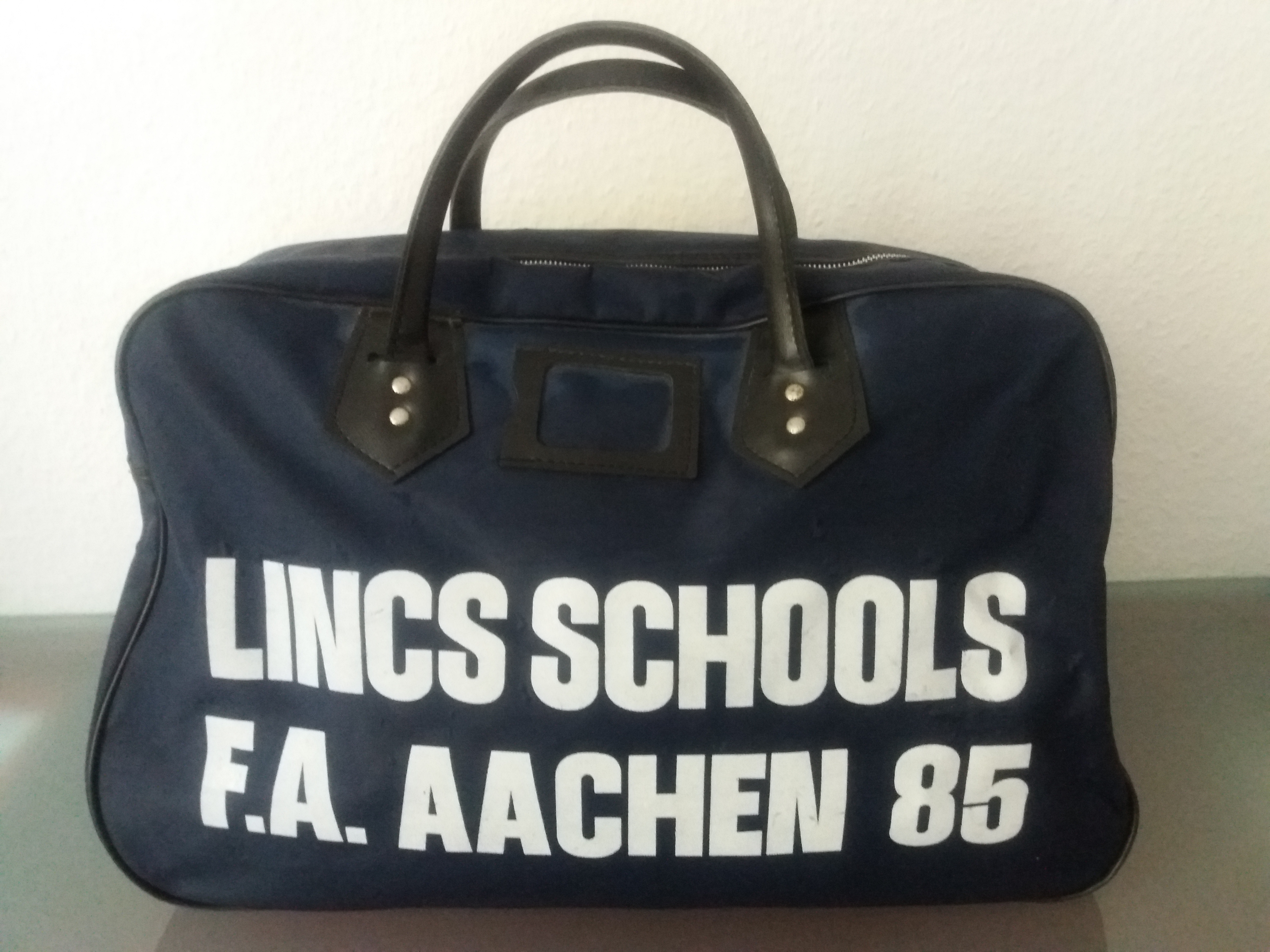
Sporttasche Oster Tournee 1985 Aachen

Alec Brader (* 6. Oktober 1942 in Horncastle; † 27. Oktober 2024 in Lincoln) war ein englischer Profifußballspieler, Lehrer und Jugendtrainer im Bereich Leichtathletik, der als Halbstürmer spielte.
Nach seiner Fußballkarriere wurde er Lehrer für Sport, Geografie und Europäische Studien und unterrichtete an der William Lovell Church of England Academy wo er schließlich stellvertretender Schulleiter wurde. Er war auch über 40 Jahre lang als Jugendtrainer für Leichtathletik bei verschiedenen Mannschaften in Lincolnshire tätig. Während der Osterzeit organisierte und unternahm er mit der Lincs Schools F.A. jedes Jahr eine Tournee in das Dreiländereck der Niederlande, Deutschlands und Belgiens. Die Jugendfußballspieler nahmen an internationale Turniere und Freundschaftsspielen teil.
Für seine Verdienste um „junge Menschen“ wurde er in der New Years Honours Liste 2009 zum Member of the Order of the British Empire ernannt.
Brader starb am 27. Oktober 2024 im Alter von 82 Jahren im Lincoln Hospital an einem Nierenleiden.